# Palca (Sacaba)
Palca (auch: Palca Chica) ist eine Ortschaft im Departamento Cochabamba im südamerikanischen Andenstaat Bolivien.

## Lage im Nahraum
Palca liegt in der Provinz Chapare und ist ein Ort im Cantón Sacaba im Municipio Sacaba. Die Ortschaft liegt auf einer Höhe von 3612 m im östlichen Teil vom Nationalpark Tunari am Zusammenfluss von Río Puca Orkho Mayu und Río Apilla zum Río Palca Mayu, der hier in östlicher Richtung fließt und zum Flusssystem des Río Chapare gehört. Die Ortschaft setzt sich zusammen aus den beiden Ortsteilen Palca Grande am Südufer und Palca Chica am Nordufer des Río Palca Mayu. Die Ortschaft Palca beherbergt die Krankenstation „Centro de Salud Palca“ und die Bildungseinrichtungen „Unidad Educativa Palca Chica“ und „Unidad Educativa Palca Grande“.

## Geographie
Palca liegt in der Cordillera Oriental in der Anden-Gebirgskette der Kordillere von Cochabamba, das Klima ist ein typisches Tageszeitenklima, bei dem die mittleren täglichen Temperaturschwankungen höher ausfallen als die jahreszeitlichen Schwankungen.
Die Jahresdurchschnittstemperatur der Region liegt bei etwa 6 °C (siehe Klimadiagramm Challa Grande) und schwankt nur unwesentlich zwischen 2 °C im Juni und Juli und gut 8 °C im November und Dezember. Der Jahresniederschlag beträgt etwa 650 mm, bei einer ausgeprägten Trockenzeit von Mai bis August mit Monatsniederschlägen unter 10 mm, und einer Feuchtezeit von Dezember bis Februar mit bis zu 155 mm Monatsniederschlag.

## Verkehrsnetz
Palca liegt in einer Entfernung von 58 Straßenkilometern nordöstlich von Cochabamba, der Hauptstadt des gleichnamigen Departamentos.
Durch Cochabamba verläuft die Nationalstraße Ruta 4, die mit einer Länge von 1657 Kilometern das gesamte Land in West-Ost-Richtung durchquert. Die Straße beginnt im Westen bei Tambo Quemado an der chilenischen Grenze und erreicht nach 392 Kilometern Sacaba. Die Straße führt dann weiter in östlicher Richtung über Santa Cruz nach Puerto Suárez im brasilianischen Grenzgebiet.
In der Stadt Sacaba zweigt im Ortsteil Huayallari Grande von der Ruta 4 am „Cruce Palca“ die Ruta 4101 nach Norden ab und windet sich nach Verlassen der Vororte in Serpentinen in das Tunari-Gebirge hinauf und erreicht nach siebzehn Kilometern über Sapanani Centro die Ortschaft Chaquiqocha. Von hier aus sind es weitere 25 Kilometer über Kaluyo Chico nach Palca, wobei die Straße zwischen Chaquiqocha und Kaluyo Chico Höhen von 4250 m überschreitet.

## Bevölkerung
Die Einwohnerzahl der Ortschaft ist in dem Jahrzehnt zwischen den beiden letzten Volkszählungen um mehr als ein Drittel zurückgegangen:
| Jahr | Einwohner         | Quelle       |
| ---- | ----------------- | ------------ |
| 1992 | keine Detaildaten | Volkszählung |
| 2001 | 628               | Volkszählung |
| 2012 | 369               | Volkszählung |
| 2024 |                   | Volkszählung |

Im Municipio Sacaba sprechen 65,2 Prozent der Bevölkerung Quechua.